# Crime + Punishment
Pour plus de détails, voir Fiche technique et Distribution.
Crime + Punishment, ou Crime + Châtiment en ville au Québec (titre original en anglais : Crime and Punishment in Suburbia) est un film américain réalisé par Rob Schmidt en 2000.

## Synopsis
L'histoire de Roseanne est racontée en voix-off par Vincent, un lycéen étrange amoureux d'elle et qui la prend régulièrement en photo à son insu. Roseanne Skolnik est une jeune, jolie et riche lycéenne. Elle vit dans une belle maison chez sa mère et son beau-père alcoolique qui l'élève depuis sa naissance. Elle sort avec Jimmy, un joueur de foot très populaire dans son lycée.
La vie de cette adolescente bascule dramatiquement quand sa mère quitte le foyer après une dispute avec son mari à la suite d'une aventure qu'elle a eue avec Chris, un barman. Sa mère part vivre avec ce barman et demande à sa fille de se débrouiller seule avec son beau-père pour quelques semaines, le temps de l'inscrire dans un lycée proche de la maison de Chris.
Le film est partagé en chapitres. Des plans arrêtés rappellent les clichés photographiques de Vincent. 

## Fiche technique
- Titre original : Crime and Punishment in Suburbia
- Titre français : Crime + Punishment
- Titre québécois : Crime + Châtiment en ville
- Réalisation : Rob Schmidt
- Scénario : Larry Gross
- Montage : Gabriel Wrye
- Image: Bobby Bukowski
- Musique : Michael Brook
- Producteur : Pamela Koffler, Larry Gross, Christine Vachon
- Coproducteur : Dara L. Weintraub
- Premier assistant réalisateur :  Lynn d'Angona
- Second assistant réalisateur : Carla Rose Ponzio
- Genre : Drame et thriller
- Durée : 1000 minutes
- Pays d'origine : U.S.A
- Distributeur : MGM Distribution Company, Opening Dirstibution
- Sortie en France : mars 2001

## Distribution
Légende : VF = Version Française[réf. nécessaire] et VQ = Version québécoise
- Monica Keena (VFB : Fanny Roy) : Roseanne Skolnik
- Ellen Barkin (VFB : Rosalia Cuevas) : Maggie Skolnik
- Michael Ironside (VFB : Patrick Descamps ; VQ : Guy Nadon) : Fred Skolnik
- Vincent Kartheiser (VFB : Aurélien Ringelheim ; VQ : Martin Watier) : Vincent
- James DeBello (VFB : Frederik Haùgness) : Jimmy
- Jeffrey Wright (VQ : Manuel Tadros) : Chris
- Conchata Ferrell (VQ : Johanne Léveillé) : Bella

## Récompenses
Cinq nominations au Festival du Cinéma Américain de Deauville en 2000